# In Your House 6: Rage in the Cage
In Your House 6: Rage in the Cage è stata la sesta edizione dell'evento prodotto dalla World Wrestling Federation e si è svolto il 18 febbraio 1996 al Louisville Gardens di Louisville, Kentucky.
Il main event fu lo steel cage match per il WWF Championship tra il campione Bret Hart e lo sfidante Diesel.

## Storyline
Alle Survivor Series Bret Hart sconfisse Diesel conquistando il WWF Championship. Nel corso del match, Diesel (che in quel periodo era un face) iniziò a mostrare comportamenti da heel nel suo stile di combattimento e fece commenti dispreggiativi nei confronti di altri wrestler; alla Royal Rumble attaccò l'arbitro Earl Hebner durante il match tra Hart e The Undertaker costando a quest'ultimo l'incontro. In seguito, venne annunciato uno steel cage match per il WWF Championship tra Hart e Diesel.
Un'altra rivalità predominante dell'evento fu quella tra Shawn Michaels e Owen Hart. Nell'autunno del 1995, Michaels prese una pausa dal wrestling a causa di un reale infortunio. Michaels tornò e vinse il Royal Rumble match ottenendo un'opportunità titolata per il WWF Championship a WrestleMania XII; tuttavia, Hart derise Michaels prendendosi il merito dell'infortunio e portò a un match tra i due per l'evento con l'opportunità titolata in palio.

## Evento
Durante lo steel cage match The Undertaker comparve all'interno della gabbia da sotto il ring attaccando Diesel trascinandolo al di sotto di esso e permise a Hart di evadere e vincere.
Dopo la messa in onda del pay-per-view, si svolsero tre dark match (incontri non ripresi dalle telecamere).

## Conseguenze
Dopo aver sconfitto Owen Hart, Shawn Michaels affrontò Bret Hart per il WWF Championship nel main event di WrestleMania XII in un 60 minutes Iron Man match. Michaels vinse il match e conquistò il titolo mentre Hart si prese una pausa di sei mesi dal wrestling, The Undertaker sconfisse Diesel a WrestleMania XII.

## Risultati
| #            | Incontri | Stipulazioni                                                                               | Durata |
| ------------ | --- | ------------------------------------------------------------------------------------------ | ------ |
| Free for all | Jake Roberts ha sconfitto Tatanka (con Ted DiBiase)                                                                                  | Single match                                                                               | 05:36  |
| 1            | Razor Ramon ha sconfitto 1-2-3 Kid (con Ted DiBiase)                                                                                 | Single match                                                                               | 12:01  |
| 2            | Hunter Hearst Helmsley (con Elizabeth Hilden) ha sconfitto Duke Droese                                                               | Single match                                                                               | 09:40  |
| 3            | Yokozuna ha sconfitto The British Bulldog (con Jim Cornette) per squalifica                                                          | Single match                                                                               | 05:05  |
| 4            | Shawn Michaels ha sconfitto Owen Hart (con Jim Cornette)                                                                             | Single match per determinare il primo sfidante per il WWF Championship al WrestleMania XII | 15:57  |
| 5            | Bret Hart (c) ha sconfitto Diesel uscendo dalla gabbia                                                                               | Steel cage match per il WWF Championship                                                   | 19:13  |
| Dark match   | Ahmed Johnson ha sconfitto Isaac Yankem                                                                                              | Single match                                                                               | N/A    |
| Dark match   | The Godwinns (con Henry O. Godwinn e Phineas I. Godwinn) (con Hillbilly Jim) hanno sconfitto The Bodydonnas (Skip e Zip) (con Sunny) | Tag team match                                                                             | N/A    |
| Dark match   | The Undertaker (con Paul Bearer) ha sconfitto Goldust (c) (con Marlena) per countout                                                 | Single match per il WWF Intercontinental Championship                                      | 13:40  |